# Dianna Ortiz
Dianna Ortiz (Colorado Springs, 2 de septiembre de 1958–Washington D. C., 19 de febrero de 2021) fue una monja católica estadounidense de la orden ursulina. Mientras trabajaba como misionera en Guatemala en 1989, fue secuestrada el 2 de noviembre por los militares guatemaltecos, detenida y torturada durante 24 horas antes de ser liberada. Después de su liberación, Ortiz señaló que había un estadounidense entre sus captores. Esta parte de su relato no pudo ser confirmada por otra fuente.
Ortiz siguió su caso en un tribunal guatemalteco y en un tribunal civil estadounidense. En este último, fue la primera en reclamar responsabilidad civil por daños y perjuicios bajo la Ley de protección de las víctimas de tortura aprobada en 1992. Presentó una demanda contra el ministro guatemalteco de Defensa, el general Héctor Gramajo, en el poder en la época de su secuestro, argumentando que tenía autoridad sobre los hechos. En 1995 le reconocieron cinco millones de dólares por daños y perjuicios. También presentó su caso ante la Comisión Interamericana de Derechos Humanos.
En 1996, como resultado de las protestas de Ortiz y otros, así como revelaciones de cómo la CIA financió ilegalmente a los militares de Guatemala, que el Congreso lo había prohibido en el año 1990, el presidente Bill Clinton ordenó la desclasificación de papeles de la CIA relacionados con su caso, y la desclasificación de décadas de documentos sobre las relaciones entre los Estados Unidos y Guatemala. Estos demostraban que un coronel guatemalteco pagado por la CIA se vio implicado en las muertes de los estadounidenses Michael DeVine en 1990 y el líder de la guerrilla Efraín Bámaca Velásquez en 1993. El Congreso cerró el programa de la CIA. Demostraba también que durante décadas los Estados Unidos habían apoyado a Guatemala durante su genocidio de los pueblos indígenas rurales.
El Centro para Derechos Constitucionales representó a Ortiz en su caso civil y ante la Comisión de Derechos Civiles Interamericana, que descubrió en 1997 que el estado de Guatemala había violado numerosos artículos de la Convención Americana sobre Derechos Humanos en relación con Ortiz. Recomendaron que el gobierno completara su largamente retrasada investigación y que proporcionó compensación a Ortiz.

## Primeros años y educación
Ortiz nació en 1961 en Grants, Nuevo México, la mediana de ocho hijos nacidos de Ambrosia y Pilar Ortiz, un ama de casa y un minero del uranio, respectivamente. Deseando una vida religiosa desde que era niña, Dianna entró en el noviciado a los 17 años de edad, con las hermanas ursulinas de Monte San José en Maple Mount, Kentucky occidental. Al terminar, fue aceptada como hermana de la orden ursulina.

## Carrera
Como monja católica, marchó a Guatemala en 1987 en una misión de dos años para trabajar con los pobres y enseñar a leer a los niños. Se unió a las monjas que ya estaban trabajando con la población indígena en San Miguel Acatán y otras pequeñas localidades por todo el departamento de Huehuetenango. Según su relato, a finales de 1988, el obispo de Huehuetenango recibió un documento anónimo acusando a Ortiz y las otras monjas de San Miguel de planear encontrarse con «subversivos». A esto le siguieron en 1989 amenazas escritas anónimas dirigidas y entregadas a Ortiz personalmente, mientras ella estaba en más de un lugar, lo que demostraba que la estaban vigilando continuamente. En octubre de 1989, marchó a un centro de retirada en Posada de Belén en Antigua Guatemala.

## Secuestro y tortura
Ortiz fue secuestrada el 2 de noviembre de 1989 en el jardín de Posada de Belén. Dijo que sus secuestradores eran oficiales de policía, que la llevaron a una prisión secreta en la academia de policía (más tarde identificada como la Antigua Escuela Politécnica) en Ciudad de Guatemala. Allí fue torturada y violada repetidamente mientras la interrogaban.
Dijo que entre sus torturadores había un hombre llamado Alejandro, a quien oyó hablar en inglés con acento estadounidense. En sus memorias escribió que su tortura cesó: 

Cuando un hombre con acento estadounidense entró en la habitación y dijo en inglés shit [‘mierda’]. Entonces dijo, en español, a los torturadores «¡Idiotas! Dejadla en paz. Es estadounidense, y sale en todas las noticias». A Ortiz le dijo «Tienes que perdonar a estos tipos... han cometido un error».

La estaba llevando donde un amigo (para que la llevase a la embajada estadounidense) cuando escapó. Dijo que la habían confundido con un miembro de la guerrilla de nombre parecido, Verónica Ortiz. Ortiz conoce a esta mujer, una indígena, y dice que no se le parece en nada. Cuando ella le preguntó al respecto, dice que Alejandro «insinuó que la tortura era culpa mía, por no haber atendido a las amenazas que la mandaron». Volvió a los Estados Unidos desde Guatemala en las 48 horas de su escape.
Después de ser liberada, Ortiz dijo:

La pesadilla que viví no era nada extraordinaria. En 1989, bajo el primer presidente civil de Guatemala en años, casi doscientas personas fueron secuestradas. A diferencia de mí, ellos «desaparecieron, para siempre». Lo único diferente en mi experiencia es que yo sobreviví, probablemente debido a que era ciudadana estadounidense, y llegaron un montón de llamadas al Congreso cuando se supo que yo había desaparecido. Como ciudadana estadounidense, tenía otra ventaja: podría, con relativa seguridad, revelar más tarde los detalles de lo que me ocurrió en esas 24 horas. Uno de esos detalles: un estadounidense estaba al mando de mis torturadores.

Vio a un médico en Guatemala y a otro cuando volvió a los Estados Unidos; ambos más tarde testificaron que mostraba signos de tortura, incluidas extensas quemaduras de cigarrillo. Ortiz sufrió mucho por su experiencia; como otras víctimas de tortura, perdió muchos de sus recuerdos anteriores a ir a Guatemala. Después de regresar a los Estados Unidos, tuvieron que presentarle de nuevo a su familia. Le llevó mucho tiempo confiar de nuevo en la gente. Además, como más tarde relató, como consecuencia de las violaciones quedó embarazada. Abrumada por el tratamiento recibido, abortó. Esto incrementó aún más su culpa de superviviente y su sufrimiento emocional.

## Negativa oficial de los Estados Unidos de implicaciones
Según un crítico de Salon de la memoria de Ortiz (2002), «investigadores federales y oficiales del departamento de estado hicieron un esfuerzo en ocultar su experiencia y desacreditarla —comprensiblemente, puesto que los Estados Unidos eran la fuente principal de financiación de los militares guatemaltecos—».
El anterior embajador estadounidense en Guatemala Thomas F. Stroock (1989-1992) dijo en 1995 que las pretensiones de Ortiz se resumían en una alegación de la implicación de los Estados Unidos en su tortura, algo que él negaba. Dijo que lo hicieron paramilitares ultraderechistas en el país.

## Intentos de los medios estadounidenses de silenciar a Ortiz
En una entrevista de 1996 con Ortiz en el programa televisivo de noticias Nightline, el periodista estadounidense Cokie Roberts contestó a la pretensión de Ortiz de que había un estadounidense entre sus secuestradores. (Los Estados Unidos proporcionaron ayuda militar significativa a Guatemala en la época.) Roberts dio a entender que Ortiz estaba mintiendo sobre todo el episodio, y ello a pesar de que Ortiz ganase una demanda judicial contra el general guatemalteco al que acusó del caso. Más tarde se reveló que el gobierno guatemalteco pagó a la firma legal Patton Boggs para promocionar una imagen más positiva del régimen, que fue ampliamente criticado internacionalmente por violaciones de los derechos humanos.
Según un artículo en el informe de Pamela Brogan The Torturers' Lobby (1993), publicado por el Centro para la Integridad Pública (CPI), Guatemala estaba entre las diversas naciones conocidas por cometer tortura y violaciones de los derechos humanos que pagaban a firmas de lobby de los EE. UU. altas facturas para que siguieran fluyendo al país fondos estadounidenses y «disimular su terrible reputación en materia de derechos humanos». Por ejemplo, en 1991, la gran firma de lobby de Patton, Boggs, & Blow en Washington, D. C. recibió 220 000 dólares de Guatemala. Basándose en el informe CPI, Clinton prohibió que cualquier miembro de su administración de representar gobiernos extranjeros después de abandonar el gobierno federal (era una práctica habitual para los cargos políticos entrar después en firmas de lobby para sacar partido de sus conexiones.)
En junio de 1990, Michael DeVine, un tabernero estadounidense quien había estado viviendo y trabajando en Guatemala durante 20 años, fue encontrado brutalmente asesinado. Los Estados Unidos presionaron al gobierno guatemalteco para que resolviera el crimen; cuando eso no ocurrió para el final de año, el Congreso prohibió más financiación de los militares, entonces con un valor de unos 2,8 millones de dólares.

## Huelga de hambre de Ortiz
En abril de 1996, Ortiz estaba haciendo huelga de hambre afuera de la Casa Blanca y se le unieron otros manifestantes; buscaba que se revelasen los papeles de la CIA referentes a su secuestro y la investigación del gobierno estadounidense. Sus protestas habían sido precedidas por las de Jennifer Harbury y miembros de la Comisión de derechos humanos de Guatemala, buscando la acción de los Estados Unidos para conocer el destino de los muchos «desaparecidos» en el país. El esposo de Harbury, Efraín Bámaca Velásquez, un líder de la guerrilla maya, había «desaparecido» en 1992 y se presume que muerto.
Numerosos papeles de la CIA fueron revelados en mayo de 1996. No había confirmación de la alegación de Ortiz de que un estadounidense había estado implicado directamente en su caso, los papeles revelaron que un coronel guatemalteco en la nómina de la CIA ordenó en 1990 el asesinato de DeVine y el asesinato en 1993 de Velásquez por un escuadrón de la muerte.
Como resultado de revelaciones, Clinton ordenó a la Junta asesora de inteligencia exterios de Estados Unidos que, durante un año, revisara las operaciones de la CIA en Guatemala. Su informe de 1996 incluyó una revisión del caso de Ortiz pero reservó sus conclusiones:

El IOB cree que la hermana Dianna se vio sometida a un abuso horrible el 2 de noviembre de 1989, pero los informes de inteligencia estadounidenses ilustran poco los detalles de sus reclamaciones. Debido a que el Departamento de Justicia aún está llevando a cabo una amplia reinvestigación del incidente, no llegamos a ninguna conclusión sobre el caso en este momento.

Richard Nuccio, un analista del departamento de estado, le dijo a un contacto del Congreso que la CIA había estado financiando las operaciones militares en Guatemala, a pesar de la prohibición de 1990. Como resultado, Clinton ordenó que se desclasificaran documentos que se remontan a 1954 (cuando un golpe militar patrocinado por la CIA derrocó al gobierno). El análisis ha revelado una larga relación entre el apoyo estadounidense a los militares guatemaltecos durante sus años de terrorismo de Estado y guerra civil.

## Persecución de su caso
La hermana Dianna presentó una demanda con la Comisión Interamericana de Derechos Humanos en 1990 basada en su secuestro y tortura por agentes del gobierno guatemalteco en 1989. La comisión resolvió en 1997 que el estado de Guatemala había violado los artículos 1, 5, 7, 8, 11, 12, 16 y 25 de la Convención Americana sobre Derechos Humanos. Descubrió que Ortiz había sido puesta bajo vigilancia, fue amenazada, luego secuestrada y torturada. Resolvió contra el estado de Guatemala, y se proponían remedios. Señaló que un caso doméstico se había archivado rápidamente con la Policía Nacional en el departamento donde trabajaban las monjas, y que Ortiz había cooperado con la investigación pero en seis años, el gobierno no había avanzado nada. La comisión señaló que oficiales de alto rango de la Policía Nacional, el Ministerio del Interior y el Ministerio de Defensa habían negado inmediatamente la afirmación de Ortiz e intentaron denigrar su relato antes de que se realizara ninguna investigación.
Dada la dificultad de las víctimas de perseguir la tortura y los casos de derechos humanos, incluidos los asesinatos, bajo dictaduras militares, los demandantes han comenzado a presentar demandas civiles. Las primeras se presentaron bajo la Ley Alien Tort Claims (ATCA), que se había aprobado poco antes de la guerra de independencia de los Estados Unidos para tratar asuntos comerciales. A finales del siglo XX, esta ley empezó a usarse en casos de derechos humanos.
Intentando lograr que las víctimas lograran justicia después de no haberla obtenido en los países que usaron tortura, el congreso aprobó la Ley de protección de las víctimas de tortura (Torture Victim Protection Act, 1992). Ortiz fue la primera en presentar una demanda bajo esta ley, argumentando que era retroactiva. El tribunal se mostró conforme, diciendo que «la tortura era algo que ya se condenaba universalmente antes de la experiencia de Ortiz».
El litigio civil de Ortiz fue combinado por su representante legal, el Centro para los Derechos Constitucionales, con Xuncax v. Gramajo, en que ocho indios kanjobal había presentado una demanda civil contra el general Héctor Gramajo, Ministro de Defensa en Guatemala (1987-1990) bajo la Alien Tort Claims Act (ATCA). Afirmaban que tenía la responsabilidad del mando por el genocidio contra los mayas, que dio como resultado la muerte de la mayor parte de la gente de su pueblo, así como responsabilidad por otros delitos. Su caso se vio ante un tribunal federal en Massachusetts en combinación con Ortiz v. Gramajo, que fue decidido bajo la Torture Victim Protection Act (1992), la primera que usó la nueva ley.
El Centro por los Derechos Constitucionales litigaron contra Gramajo cuando estaba en Massachusetts haciendo obra de graduado en la Escuela de Gobierno John F. Kennedy. La ATCA «permite a los estadounidenses y extranjeros demandarpor violaciones de derecho internacional mientras el acusado está en los Estados Unidos». El tribunal se mostró de acuerdo con los demandantes sobre la responsabilidad de Gramajo, diciendo que el antiguo general «diseñó y dirigió la implementación de una campaña indiscriminada de terror contra civiles», incluidos los nueve demandantes. El juez ordenó a Gramajo que pagase a cada uno de los guatemaltecos de 1 a 9 millones cada uno , y a Ortiz cinco millones. El general dijo que él no tenía dinero. Más tarde ese año, le fue prohibido que volviera a los Estados Unidos bajo las leyes de inmigración estadounidenses.
El tribunal Xuncax también añadió la ejecución sumaria o ejecución extrajudicial y detención arbitraria (diferenciada de detención arbitraria prolongada) a la lista de cargos que se podían incluir dentro del ámbito de la ATCA. Muchos otros casos han confirmado ahora la responsabilidad civil de los comandantes y aquellos en posiciones de autoridad de sus tropas y subordinados.
En su decisión, el tribunal dijo que «[Gramajo-Morales]...era consciente de y apoyó amplios actos de brutalidad cometidos bajo su mando que dio como resultado miles de muertes de civiles...».
Ortiz ha relatado su experiencia en un testimonio formal en varias ocasiones.
Raúl Molina Mejía en su artículo, The Struggle against Impunity in Guatemala, Journal of Social Justice, vol. 26 (1999), describe el secuestro de Ortiz y el trato que recibió como un ejemplo de terrorismo de Estado basado en la impunidad. Escribe: «la impunidad como acciones legales o de facto concretas que se emprenden por sectores poderosos para impedir la investigación o la persecución, como leyes de amnistía, perdones, frustrando investigaciones, la ocultación de documentos, y manipular las pruebas fueron abundantes en Guatemala». También señala que el crimen sin resolver de Michael DeVine, la masacre de El Aguacate, y el alza de asesinatos en 1990 en la Universidad Nacional de San Carlos. Mejía escribe que el aspecto «psicológico/político» de esta impunidad es «una dimensión que resulta del terrorismo de Estado, por el que se restringen y controlan las opciones políticas a través de la manipulación del terror por el Estado».

## Trabajo por los derechos humanos
En 1998 Ortiz fundó la Coalición de apoyo a los supervivientes y por la abolición de la tortura (TASSC), la única organización en los Estados Unidos fundada por y para los supervivientes de tortura. Proporciona apoyo especialmente a los supervivientes que viven en los Estados Unidos, pues muchos refugiados procedían de naciones en Centro y Sudamérica donde los estados habían defendido el terrorismo contra sus ciudadanos.
En los años 2000, la TASSC se implicó en asuntos relacionados con el tratamiento de detenidos en la base de Guantánamo, donde se han hecho alegaciones de tortura. Además, la TASSC intentó de nuevo que se rechazara la Ley de Comisiones Militares de 2006, por la cual el Congreso autorizaba un sistema fuera de los sistemas de justicia militar y civil existentes en los Estados Unidos para perseguir a detenidos retenidos en Guantánamo. El Congreso aprobó esta legislación después de que el Tribunal Supremo de los Estados Unidos afirmara que las comisiones militares de la administración Bush, creadas sólo bajo la autoridad de la rama ejecutiva, eran inconstitucionales.

## Fallecimiento
In Memoriam
Lera Litera

La luz te está golpeando en los ojos.
La estrella cae en tu urgente mirada, 
estoy en silencio, buscando frustrada,
quizás mañana abrirás los cerrojos.
Latió tu centro de pie en los rastrojos,
tan duro ver tu avenida truncada.
Supieran como ya estás consagrada,
nos dejas lleno el cariño en manojos.
Se irá tu amor por nosotros, ¡lo siento!
Y Dianna tu alma será en el estrato.
Y Dianna vas sin ningún complemento.
Será tu Ciel murallón tan ingrato,
difícil tanto evitar el lamento,
prometo amor, esperar con el trato.

La hermana Dianna Ortiz falleció el 19 de febrero de 2021, luego de padecer un cáncer, mientras vivía en un hospicio religioso en la ciudad de Washington.